# Heliophanus wesolowskae
Heliophanus wesolowskae este o specie de păianjeni din genul Heliophanus, familia Salticidae, descrisă de Rakov, Logunov, 1996 [1997. Conform Catalogue of Life specia Heliophanus wesolowskae nu are subspecii cunoscute.